# 長谷川治郎兵衛
長谷川 治郎兵衛（はせがわ じろべえ）は、三重県松阪市出身の伊勢商人。長谷川 次郎兵衛と表記されることもある。

## 沿革

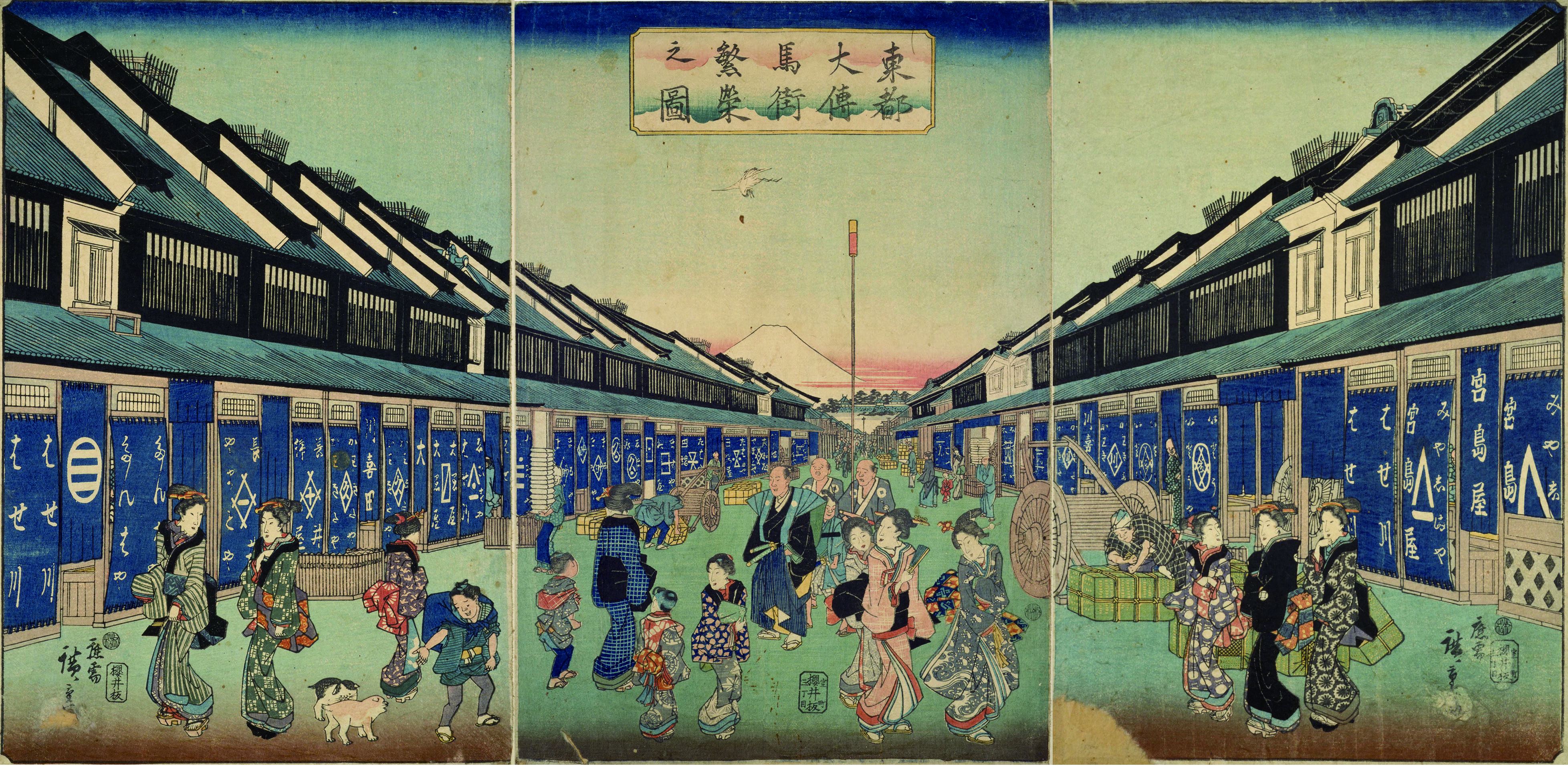
歌川広重作『東都大伝馬町繁栄之図』。両側に「はせ川」の染め抜かれた暖簾が描かれている。

長谷川本家は「丹波屋」という屋号を用いた。寛永12年（1635年）、一族の者である布屋市右衛門が日本橋大伝馬町で木綿売買を始め、慶安2年（1649年）には二代目丹波屋次郎兵衛喜安が江戸に出て、市右衛門の商売を助けた。本家三代目の政幸（宗印居士）も同様に布屋で研鑽を積み、30歳で独立して木綿仲買の店を開いた。貞享3年（1686年）には大伝馬町の木綿問屋70軒が木綿問屋に改められた。宗印は後に店を支配人に任せ、郷里松阪へ戻った。この頃に長谷川家の資産は一万七千両に達した。元禄15年（1702年）には長谷川源右衛門が勢州・尾州木綿を扱う新店を構え、享保10年（1725年）には分家である亀屋武右衛門が木綿店を開業、元文3年には分家戎屋六郎次が店を開き、資産は四万九千両に達した。天明2年（1782年）、六代邦淑（宗閑居士）が大伝馬町に向店を新設して5店体制となり、資産は15万両を数えた。
安政4年（1775年）には、長谷川治郎兵衛が御為替組（大坂の幕府公金を江戸へ送るための商人組織）に加入する。このころから、長谷川家の経営に陰りが見え始め、度々の上納金に苦しめられる一方、文化3年（1806年）には江戸店が全焼。経営悪化により、本家も緊縮財政を余儀なくされた。明治維新頃の多難な時期を経て経営は安定に向かい、明治42年（1909年）には11代目定矩（宗真、可同）がガラス店という新業態に進出した。大正7年（1918年）には5店を統合して株式会社長谷川商店を設立するが、大正12年（1923年）の関東大震災では東京店が全焼。

定矩は文化人としても知られ、特に俳諧を好んだ。また餅が好物で、全国各地の餅に関する収集は数千点に及んだ。大正9年（1920年）、定矩は敷地内に餅の博物館「餅舎（もちのや）」を開館してコレクションを公開し、松阪名所の一つになったが、昭和16年（1941年）に閉館した。
第二次世界大戦後の昭和45年（1970年）には社名を「マルサン長谷川」に変更し存続するも、平成26年（2014年）に会社は解散し、その歴史に幕を下ろした。

## 旧長谷川治郎兵衛家
長谷川治郎兵衛家の旧宅は三重県松阪市に現存しており、平成25年（2013年）4月1日に長谷川家から松阪市に寄贈された。平成28年（2016年）7月25日付で国の重要文化財に指定されている。平成31年（2019年)4月１日より一般社団法人松阪市観光協会が指定管理者として、また令和4年(2022)年4月1日からは、NPO法人松阪歴史文化舎が管理運営している。休館日は水曜日（ただし、当該日が国民の祝日に関する法律（昭和23年法律第178号）に規定する休日に当たるときは、その翌平日）と12月30日から翌年１月２日までである。

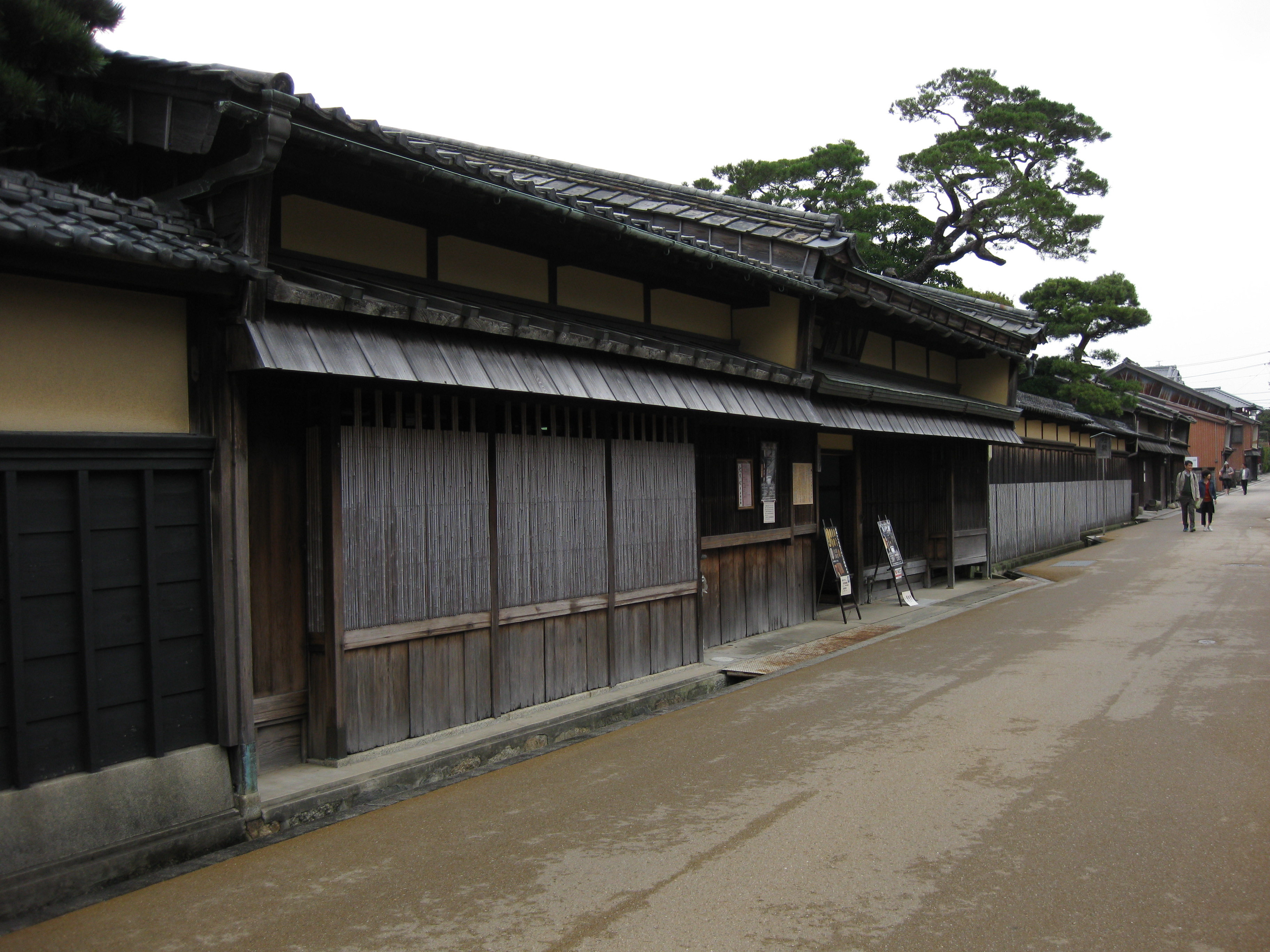
外観
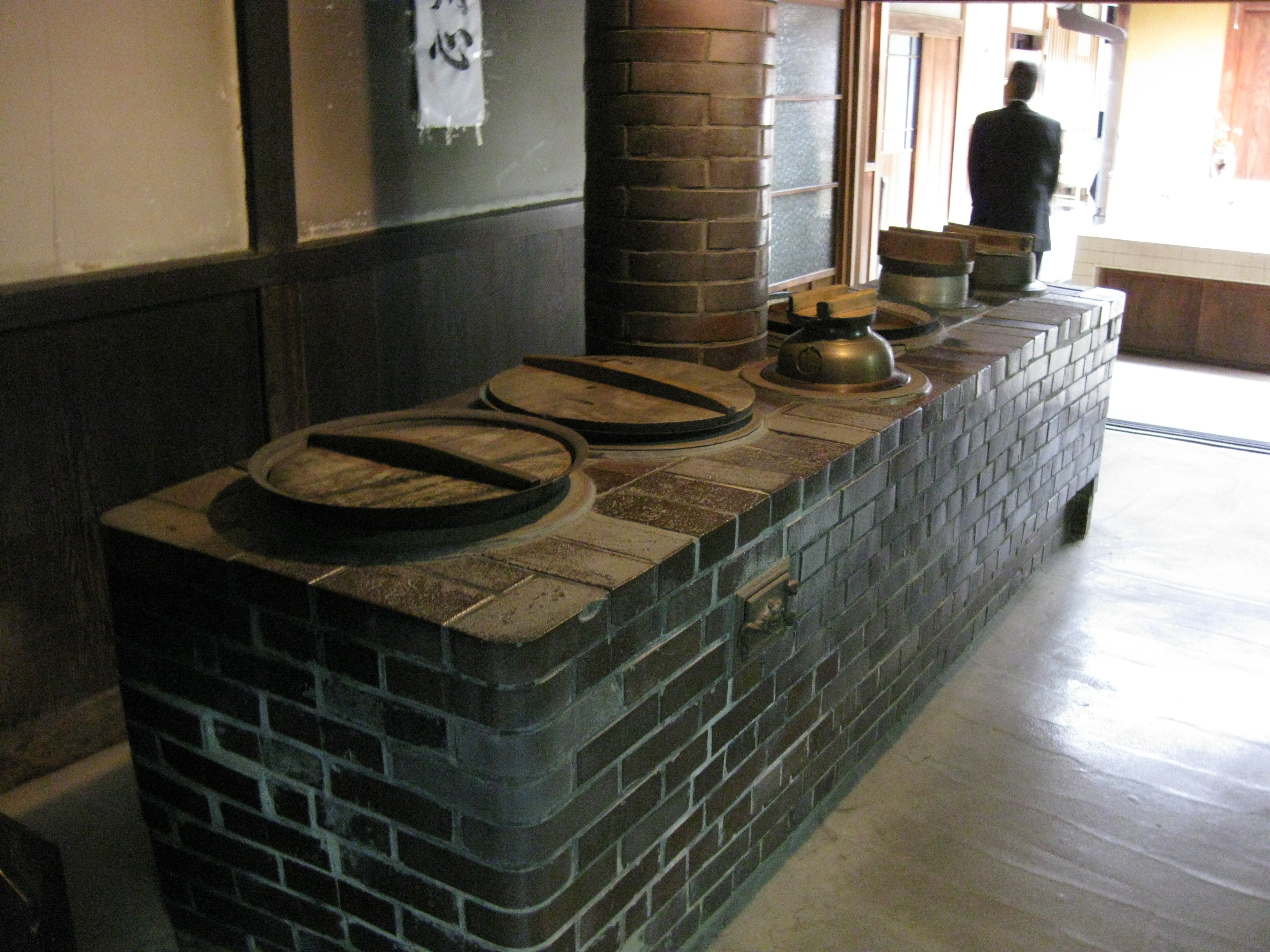
かまど
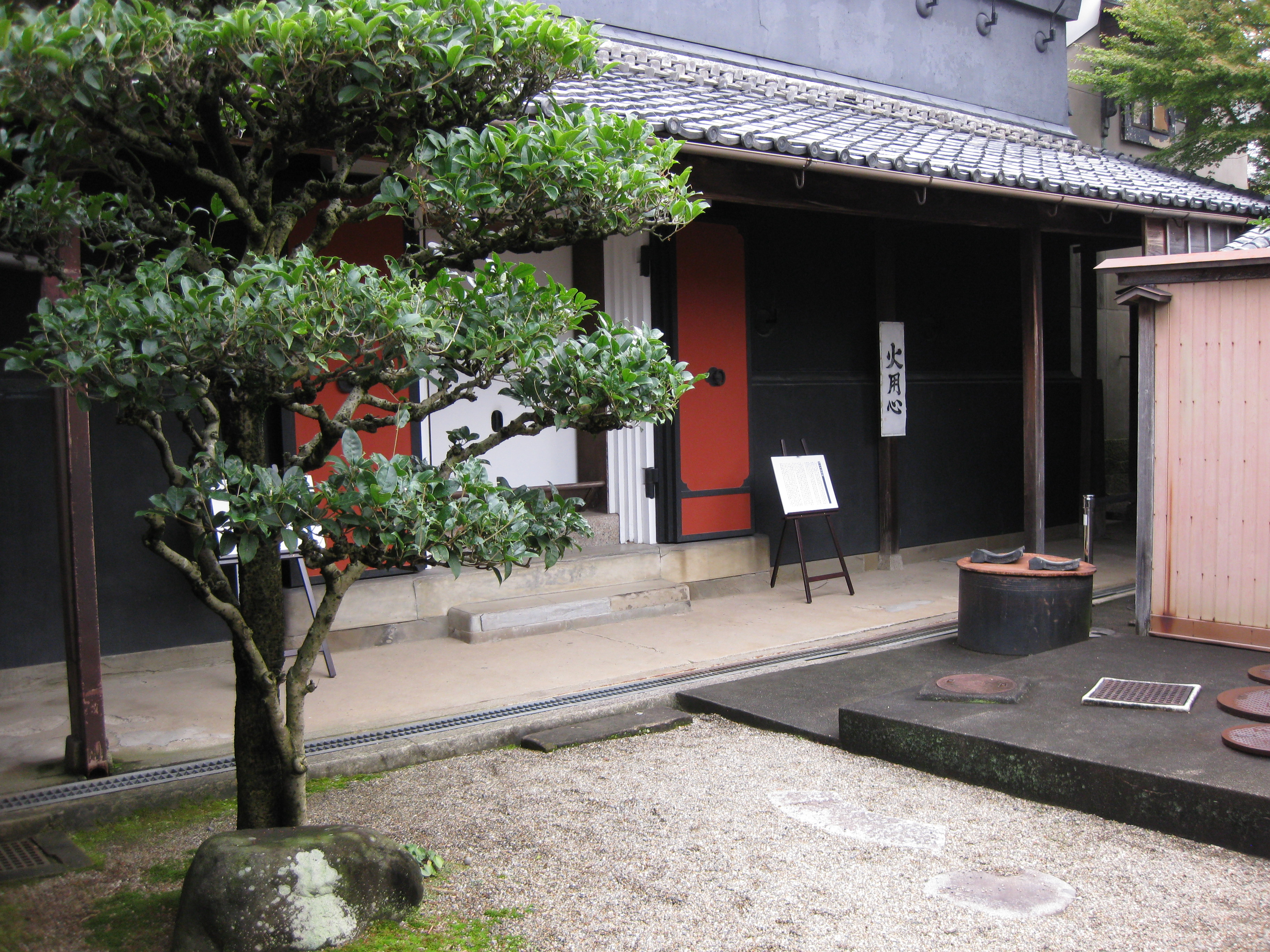
大蔵
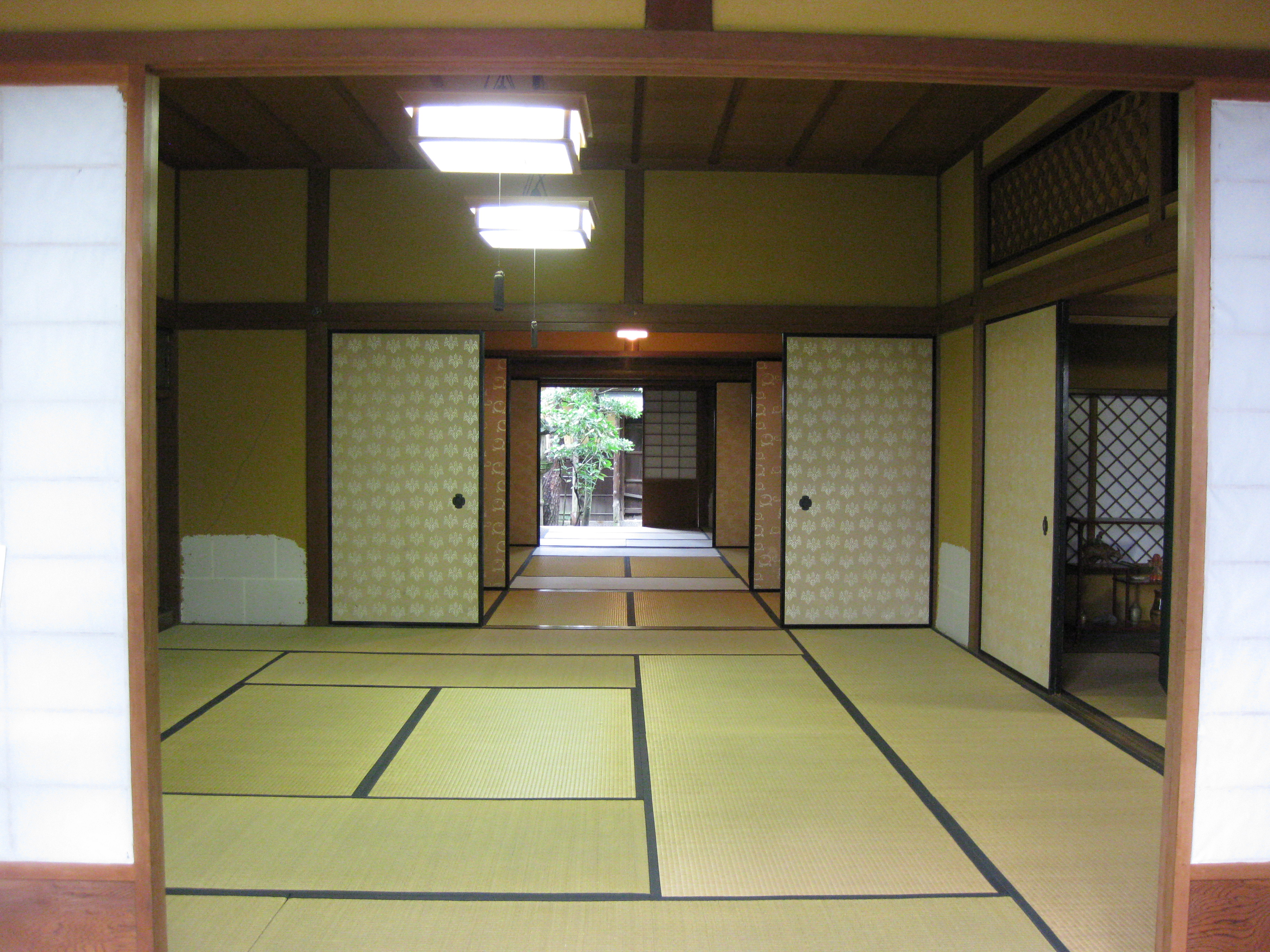
広間から玄関を眺める